# Patrick Hausding
Patrick Hausding (n. 9 martie 1989, Berlinul de Est, RDG) este un săritor în apă ce a reprezentat Germania, medaliat olimpic. A participat la 4 ediții ale Jocurilor Olimpice (2008, 2012, 2016, 2020) în care a câștigat o medalie de argint.